# Formica subintegra
Formica subintegra é uma espécie de formiga do gênero Formica, pertencente à subfamília Formicinae.